# Micheil Aschwetia
Micheil Aschwetia (georgisch მიხეილ აშვეთია; * 10. November 1977 in Kutaissi) ist ein ehemaliger georgischer Fußballspieler.
Der zehnmalige georgische Nationalspieler wechselte in der Winterpause 2006/07 vom russischen Erstligisten Rubin Kasan zum deutschen Zweitligisten FC Carl Zeiss Jena. Zuvor stand der Stürmer unter anderem bei Lokomotive Moskau und FC Kopenhagen unter Vertrag.
Micheil Aschwetia spielte 2003 in fünf Spielen für die georgische Fußballnationalmannschaft und schoss hierbei ein Tor. 2005 stand er für die Nationalmannschaft dreimal und 2006 zweimal im Angriff auf dem Platz, konnte allerdings keine Tore erzielen. Mit Rubin Kasan erreichte er 2006 Platz 5 in der russischen Premjer-Liga. In der Saison 2006/2007 spielte er fünfmal für den FC Carl Zeiss Jena in der 2. Fußball-Bundesliga, schoss hierbei fünf Tore und hatte so großen Anteil am Klassenerhalt. In der Sommerpause 2007 verließ er den FC Carl Zeiss Jena wieder. Sein neuer Verein wurde der russische Zweitligist Anschi Machatschkala. Danach folgten die Stationen Dynamo Barnaul und FK Nischni Nowgorod. Ende 2009 beendete der Georgier seine Laufbahn.

## Erfolge
- Georgischer Meister: 1998, 1999, 2001 (mit Dinamo Tiflis)
- Russischer Meister: 2004 (mit Lokomotive Moskau)
- Georgischer Pokal: 2001 (mit Dinamo Tiflis)
- Georgischer Torschützenkönig: 1999 (bei Dinamo Tiflis)